# Therophilus rugosiferus
Therophilus rugosiferus is een insect dat behoort tot de orde vliesvleugeligen (Hymenoptera) en de familie van de schildwespen (Braconidae). De wetenschappelijke naam van de soort werd voor het eerst geldig gepubliceerd door van Achterberg & Long in 2010.